# 시간을 달리는 세계사
《시간을 달리는 세계사》는 2020년 10월 29일부터 방송중인 EBS 2TV의 세계사 전문 어린이 프로그램이다.

## 방송 시간
| 방송 채널 | 방송 기간                        | 방송 시간                       | 방송 분량 |
| --------- | -------------------------------- | ------------------------------- | --------- |
| EBS 2TV   | 2020년 10월 29일 ~ 현재          | 매주 목 ~ 금 오전 11:30 ~ 11:45 | 15분      |
| EBS 1TV   | 2021년 4월 1일 ~ 2021년 8월 27일 | 매주 목 ~ 금 저녁 5:45 ~ 6:00   | 15분      |

## 출연자 소개
- 정승환
- 송영길
- 엄기영
- 정호승
- 안상태
- 임호준
- 김기창
- 김우진
- 박상원
- 박성현
- 엄기영
- 염승철
- 이바울
- 정기성
- 이상희
- 오지혜
- 박하솔

## 같이 보기
관련 항목
- 세계사

방송 프로그램
- 타박타박 세계사 (MBC 표준FM)